# Ateneo Fuente
El Ateneo Fuente es una institución de educación media superior ubicada en la ciudad de Saltillo, Coahuila, México, la cual hizo acreedora a esta ciudad el mote de La Atenas de México. Es la primera preparatoria construida en todo el país. Su lema es Veritas (la diosa de la verdad, en la mitología romana), que es también el lema de la Universidad de Harvard y de otras instituciones educativas en el mundo.

## Historia
La Atenas de México, nombre con que fue llamado Saltillo por su fomento a las artes y las ciencias, dio nombre a la escuela Ateneo Fuente, que conjuga el nombre nominal de la ciudad griega con el de su fundador, Juan Antonio de la Fuente, un reconocido abogado y jurista quien había defendido la soberanía de México, como representante que fue de su país  ante las cortes europeas en la intervención extranjera.
Siendo gobernador y comandante militar del estado de Coahuila, Andrés S. Viesca expidió, el 11 de julio de 1867, la Ley de Instrucción Pública del Estado de Coahuila, que dispone la creación del Ateneo Fuente. Su apertura se llevó a cabo el 2 de octubre de ese mismo año, en la casa número 2 de la calle de Juárez, primer recinto en el que fue habilitado, dentro del ex Convento de San Francisco, frente a la plaza del mismo nombre. La creación de este centro educativo transformó la vida pública de la ciudad a tal grado que el escudo de armas de Saltillo tomó la sapiente insignia del Ateneo Fuente. La inauguración de la naciente institución se realizó, con gran solemnidad, el 1 de noviembre de 1867, en presencia del gobernador del estado y del que fuera su primer director Antonio Valdés Carrillo.[cita requerida]
A la iniciativa del entonces gobernador del estado de Coahuila, Nazario S. Ortiz Garza, se debe la construcción del edificio que hoy ocupa el Ateneo Fuente, cuyo proyecto creó el ingeniero Zeferino Domínguez V. La primera piedra del edificio que hoy ocupa la Escuela de Bachilleres Ateneo Fuente se colocó el 25 de abril de 1932, y se terminó a fines de agosto de 1933, para ser inauguradas con motivo de la celebración de las fiestas patrias: los días 15 y 16 de septiembre de 1933 se llevó a cabo la ceremonia de apertura del edificio y del paraninfo del Ateneo Fuente, en presencia del general Manuel Pérez Treviño, exalumno del colegio, representante del presidente de la República, Abelardo L. Rodríguez y de Jesús Silva Herzog, por entonces subsecretario de Educación Pública.
El Ateneo Fuente se ubicaba sobre el camino que llevaba a Monterrey en aquella época; el día de hoy es el bulevar Venustiano Carranza, vialidad principal de la ciudad. El edificio, con un estilo arquitectónico art-decó, tiene en su interior valiosos murales y una pinacoteca de arte mexicano.

## Universidad Autónoma de Coahuila

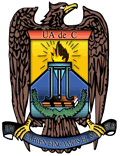
Escudo de armas de la Universidad Autónoma de Coahuila

Desde su creación, se intuyó que el Ateneo Fuente sería más tarde la piedra angular o institución básica para el surgimiento de la Universidad Autónoma de Coahuila (UAdeC), idea que cristalizó durante el gobierno de Román Cepeda Flores en 1957, cuando se aprobó el decreto de la creación de la Universidad de Coahuila. El primer rector de la universidad fue un destacado exalumno del propio Ateneo Fuente, Salvador González Lobo. 
El Ateneo Fuente ha sido la institución más reconocida en el noreste de México y en Coahuila.[cita requerida] Sigue formando parte de la Universidad Autónoma de Coahuila, y es una de las escuelas de nivel medio superior de esta institución. El Ateneo Fuente se ubica al poniente de la ciudad de Saltillo, en el campus central; a sus costados se encuentran la Facultad de Jurisprudencia, y del otro extremo, la rectoría de la universidad; también allí se encuentran la Facultad de Ciencias Químicas y el Centro de Idiomas.

## Vida ateneísta
En la actualidad, en este edificio se imparten clases a nivel preparatoria. En los años sesenta y setenta, dentro de sus festividades se organizaban "tardeadas", las fiestas de graduación y coronación de la Reina del Ateneo, que se realizaban en sus grandes terrazas, en lo que fuera el segundo piso, es decir, en la azotea de las aulas. 
En la parte trasera del edificio principal se ubica el Paraninfo del Ateneo Fuente, que funge como recinto para importantes actividades cívicas, institucionales y principalmente culturales, donde además se han presentado diferentes obras teatrales de reconocimiento nacional. El Paraninfo del Ateneo Fuente se ha constituido como un símbolo representativo del quehacer artístico y cultural en el seno de las comunidades universitarias en particular y saltillense en general. A espaldas del paraninfo se ubican los laboratorios de química y biología y tras de ellos el campo de fútbol soccer y fútbol americano, donde los alumnos integraban el equipo de los Daneses del Ateneo.

## Profesorado
El Ateneo Fuente cuenta con un profesorado variado, y se permite la libre elección de los educandos en la elaboración de sus planes de estudios, la libre autoasignación de materias y profesores, sistema que se ha considerado exitoso y de resultados satisfactorios.[cita requerida]

## Datos de infraestructura
El área construida del edificio en sus cuatro plantas fue de 26,000 metros cuadrados, sobre un lote de 9,7 ha. Al ponerse en servicio, constaba de 20 aulas, 2 talleres para dibujo, 4 laboratorios, 4 anexos de aulas y 4 grandes salones para biblioteca. Además, incluye un museo, una pinacoteca y un salón de estudios, 4 núcleos de servicios sanitarios, además de los espacios administrativos requeridos y el edificio del observatorio meteorológico. En la construcción del majestuoso edificio se invirtieron unos $800,000.00. La planta física se ha modificado y ha aumentado con la construcción de seis edificaciones más. En suma, el Ateneo Fuente cuenta hoy con 31 aulas, 1 salón adaptado para audiovisuales, 5 laboratorios, una biblioteca con una gran colección de enciclopedias y libros antiguos y de la actualidad, un salón de estudio, un museo, una pinacoteca, 6 núcleos de servicios sanitarios, baño-vestidores, un gimnasio para pesas y un almacén para equipos y utilería de fútbol americano, además de diez oficinas administrativas. Por otra parte, los corredores del cuarto piso y el lado oriente del tercer piso se han acondicionado como museos. En fechas recientes, a la infraestructura se le ha incorporado el laboratorio del área de matemáticas.[cita requerida]

## Museos
Este edificio tiene en su segundo nivel el Museo de Historia Natural, y en su tercer nivel una sala de arte colonial, además de una sala en donde se exponen una amplia colección de pinturas de autores nacionales y extranjeros: la Pinacoteca.

### Pinacoteca
En esta sala, ubicada en el Ateneo Fuente, se representa el arte pictórico mexicano del siglo XVII hasta la segunda década del siglo XX. Cuenta con admirables obras de reconocidos autores como Miguel Cabrera, Rubén Herrera, Pablo Valdés y Pelegrín Clavé, entre otros.

### Museo de Historia Natural
Se ubica dentro de las instalaciones de la Escuela de Bachilleres Ateneo Fuente, y en él se muestra la evolución de la Tierra, del ser humano y de otras especies. Se exhiben las aves, mamíferos, reptiles y minerales que predominan en Coahuila.[cita requerida]

### Sala de Arte Colonial
Reúne aproximadamente 100 muebles que ejemplifican los estilos más característicos del mobiliario ceremonial prehispánico, novohispano y del siglo XIX con influencias españolas, italianas, árabes, inglesas orientales y francesas.

## Egresados célebres

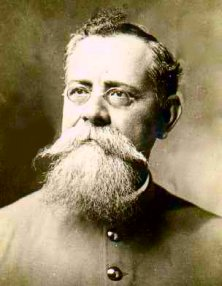
Venustiano Carranza, ateneísta.

Del Ateneo Fuente han egresado grandes personajes de la cultura, la ciencia, la política y deporte de México, entre ellos:

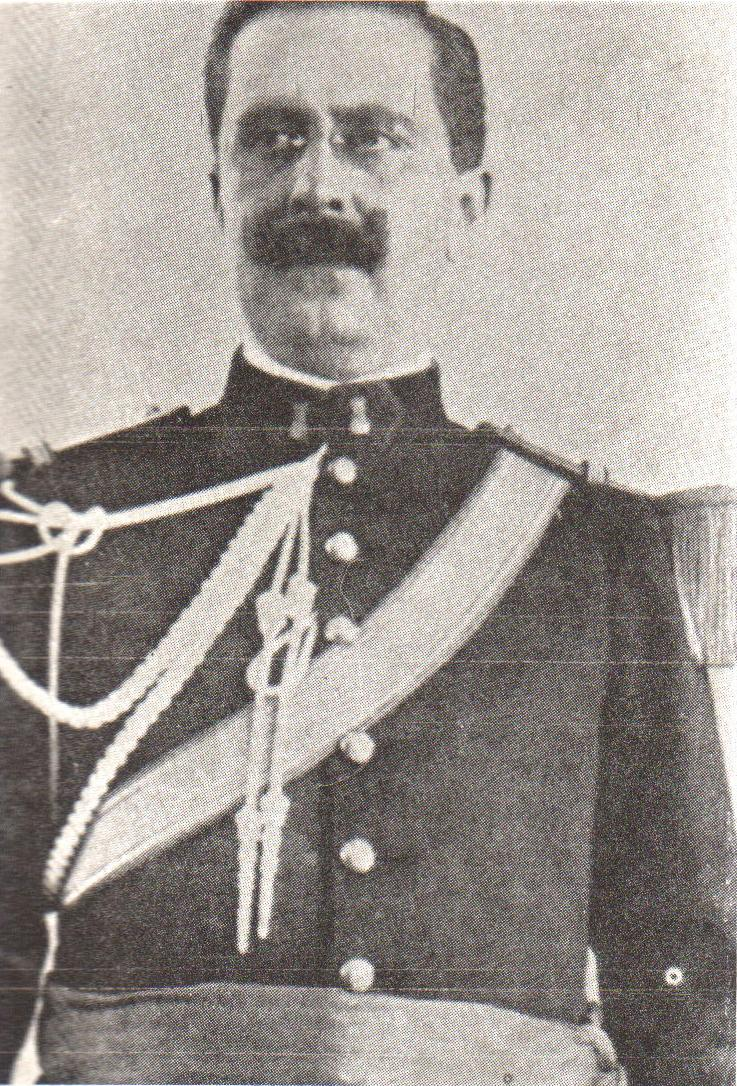
General Vito Alessio Robles, ateneísta.

- Miguel Alessio Robles
- Vito Alessio Robles
- Antonio Cárdenas Rodríguez
- Margarito Arizpe Rodríguez
- Enrique Campos López[1][2][3]
- Venustiano Carranza
- Jesús Roberto Dávila Narro
- José de las Fuentes Rodríguez
- Artemio de Valle Arizpe
- Jesús Flores Aguirre
- Armando Fuentes Aguirre (Catón)
- José Fuentes García
- José García Rodríguez
- Federico Gómez Santos
- Federico González Garza
- Roque González Garza
- María Izquierdo
- David Roberto Luna Flores
- Juan Carlos Guerrero de la Rosa
- Nazario S. Ortiz Garza
- Carlos Pereyra
- Manuel Pérez Treviño
- Luis Ramos Alvarado
- Aarón Sáenz
- Julio Torri
- Jesús Valdés Sánchez
- Gabriela Gaona

- Víctor Cobos
- Aaron Sarabia
- Isaías Estrada Alemán